# 夏门古堡
夏门古堡位于中国山西省中部灵石县城南9公里处夏门镇夏门村，是一组气势雄伟、错落有致的明清建筑群，1994年公布为灵石县文物保护单位。2016年6月6日公布为第五批山西省文物保护单位。
夏门古堡依山势而筑，占据整个龙头岗，下临汾河。古堡由梁氏家族始建于明万历年间，清光绪年间建成，前后达三百余年。原有的街巷、院落、堡墙、堡门等大部分保存完好，现存古建筑达60余处，包括文峰塔、百尺楼、大夫第、御史府、知府院、深秀宅、道台院、关帝庙、土地祠以及梁氏宗祠惇叙祠堂、西祠堂遗址等。其中百尺楼由梁家七世梁枢建于清乾隆年间，高四层，40余米。历史街巷主要有九条，包括东街、中街、西街、后堡道、堡九巷、梁家巷、大夫巷、御史巷和天九巷。